# Övre esofagussfinktern
Övre esofagussfinktern är en sfinktermuskel, belägen precis under struphuvudet i matstrupens övre del. Den håller normalt matstrupen stängd för att förhindra att luft tränger ner. Då sväljningsreflexen aktiveras av att mat kommer ner i svalget, öppnas sfinktern som en del av denna reflex.